# Ischyromene bicarinata
Ischyromene bicarinata är en kräftdjursart som beskrevs av Harrison 1981. Ischyromene bicarinata ingår i släktet Ischyromene och familjen klotkräftor. Inga underarter finns listade i Catalogue of Life.